# Partido Comunista da Índia (Maoista)
O Partido Comunista da Índia (Maoista), é um Partido comunista Marxista-Leninista-Maoista indiano. É a maior organização a reivindicar o legado do Partido Comunista da Índia (Marxista-Leninista) e do levante Naxalita, por esta razão seus membros são frequentemente chamados apenas de "Naxalitas." O partido também é a força principal envolvida na Insurgência Naxalita moderna, e controla um pequeno território no sudeste da Índia popularmente conhecido como "Corredor Vermelho."

## Fundação:
O partido foi fundado através da união de diversas outras organizações maoistas indianas em 2004.